# Уравнение (неравенство) с параметрами
Уравнение (неравенство) с параметрами — математическое уравнение (неравенство), внешний вид и решение которого зависит от значений одного или нескольких параметров.
Решить уравнение с параметром означает:
1. Найти все системы значений параметров, при которых данное уравнение имеет решение.
2. Найти все решения для каждой найденной системы значений параметров, то есть для неизвестного и параметра должны быть указаны свои области допустимых значений.

Уравнения с параметром могут быть как линейными, так и нелинейными.
Пример линейного уравнения с параметром:
{\displaystyle a\,x+1=4,}
Пример нелинейного уравнения с параметром:
{\displaystyle {\mbox{log}}_{x^{2}}{\frac {a+3}{7-x}}=5,}
где {\displaystyle x} — независимая переменная {\displaystyle a} — параметр.
Аналогично подразделяются и неравенства.
Ниже будут представлены примеры решений уравнений и неравенств с параметрами.

## Примеры
Пример 1.При каком  {\displaystyle a} квадратное уравнение {\displaystyle {x^{2}}+3\,x-a=0} имеет два одинаковых корня?
Решение. Любое квадратное уравнение имеет два равных корня, когда его дискриминант равен нулю. Итак, дискриминант нашего уравнения:  {\displaystyle D=9+4\,a}. Далее имеем:  {\displaystyle 9+4\,a=0}, откуда  {\displaystyle a=-{\tfrac {9}{4}}}.
Ответ:{\displaystyle a=-{\frac {9}{4}}}.
Пример 2. При каком {\displaystyle a} система уравнений :
{\displaystyle {\begin{cases}x^{2}+y^{2}-2ax-2y-8+a^{2}=0,\\x^{2}+y^{2}-4x-2y+1=0\end{cases}}}.
имеет ровно два решения?
Решение. Сначала надо преобразовать два уравнения системы, выделив в них полные квадраты:
{\displaystyle {\begin{cases}x^{2}+y^{2}-2ax-2y-8+a^{2}=0,\\x^{2}+y^{2}-4x-2y+1=0\end{cases}}}
{\displaystyle \Leftrightarrow }
{\displaystyle {\begin{cases}(x^{2}-2ax+a^{2})+(y^{2}-2y+1)=9,\\(x^{2}-4x+4)+(y^{2}-2y+1)=4\end{cases}}}
{\displaystyle \Leftrightarrow }
{\displaystyle {\begin{cases}(x-a)^{2}+(y-1)^{2}=9,\\(x-2)^{2}+(y-1)^{2}=4\end{cases}}}
Нетрудно догадаться, что эти два равенства системы есть не что иное, как уравнения окружностей. Первая окружность имеет центр  в точке {\displaystyle (a;1)}, радиус {\displaystyle 3}, а вторая центр в точке {\displaystyle (2;1)} и радиус {\displaystyle 2}. Если построить схематично эти окружности  в одной системе координат, то можно заметить, что их общих точек пересечения будет две в том случае, если {\displaystyle a\in (-3;1)\cup (3;7)}. И задачу можно считать решённой.
Ответ:{\displaystyle a\in (-3;1)\cup (3;7)}.
Пример 3. При всех {\displaystyle a} решить неравенство {\displaystyle ax^{2}+(a+1)x+1\geqslant 0}.
Решение. Рассмотрим три случая:
1. Если {\displaystyle a=0}, то неравенство приобретает вид {\displaystyle x+1\geqslant 0\Leftrightarrow x\in [-1;+\infty )};
2. Если {\displaystyle a\geqslant 0}, то все коэффициенты квадратного трехчлена будут положительны, значит, решение неравенства можно представить в виде {\displaystyle x\in (-\infty ;x_{1}]\cup [x_{2};+\infty )}, где {\displaystyle x_{1}},{\displaystyle x_{2}} - корни многочлена и {\displaystyle x_{1}\leqslant x_{2}}. Далее находим: {\displaystyle x_{1}={\cfrac {-a-1-{\sqrt {a^{2}+2a+1-4a}}}{2a}}\Leftrightarrow x_{1}={\cfrac {-a-1-|a-1|}{2a}}={\begin{cases}-1,a\geqslant 1,\\-{\tfrac {1}{a}},0\leqslant a\leqslant 1\end{cases}}}

{\displaystyle x_{2}={\begin{cases}-{\tfrac {1}{a}},a\geqslant 1,\\-1,0\leqslant a\leqslant 1\end{cases}}}
Следовательно, {\displaystyle x\in (-\infty ;-1]\cup [-{\tfrac {1}{a}};+\infty )}, если {\displaystyle a\geqslant 1} и {\displaystyle x\in (-\infty ;-{\tfrac {1}{a}}]\cup [-1;+\infty )}, если {\displaystyle 0\leqslant a\leqslant 1}.
3. Если {\displaystyle a\leqslant 0}, то ветви параболы направлены вниз, естественно решение в общем виде будет выглядеть вот так: {\displaystyle x\in [x_{1};x_{2}]\Leftrightarrow x\in [-1;-{\tfrac {1}{a}}]}.
Нам остается лишь записать ответ.
Ответ: если {\displaystyle a=0}, то {\displaystyle x\in [-1;+\infty )}; если {\displaystyle a\geqslant 1}, то {\displaystyle x\in (-\infty ;-1]\cup [-{\tfrac {1}{a}};+\infty )}; если {\displaystyle 0\leqslant a\leqslant 1}, то {\displaystyle x\in (-\infty ;-{\tfrac {1}{a}}]\cup [-1;+\infty )}; если {\displaystyle a\leqslant 0}, то {\displaystyle x\in [-1;-{\tfrac {1}{a}}]}.